# Dolosigranulum pigrum
Bakterien der Art Dolosigranulum pigrum sind grampositive Kokken, die in Paaren, Tetraden und Haufen gelagert sein können. Sie wurden 1993 erstmals von M. Aguirre beschrieben. Die Bedeutung des Gattungsnamens setzt sich aus drei Komponenten zusammen: dolosus – geschickt, granum – Korn, ulum – klein, der Artname bedeutet: pigrum – faul. Insgesamt bedeutet dies also geschicktes kleines faules Körnchen.

## Stoffwechsel, Wachstum, Nachweis
Dolosigranulum pigrum ist die bisher einzige beschriebene Art der Gattung Dolosigranulum. Bakterien dieser Art wachsen gut auf bluthaltigen Festmedien und erinnern in ihrem Wachstum („vergrünend“) dort an Viridans-Streptokokken, anderen typischen Bewohnern der Nasen-Rachen-Raums. Verschiedene Stämme mit unterschiedlichen Sauerstoffbedürfnissen existieren. Hauptsächlich werden mikroaerophile und anaerob wachsende Stämme beschrieben. Was die Temperatur betrifft, liegt das Wachstumsoptimum bei 37° Celsius, ein klassischer mesophiler (=den mittleren Bereich liebender) Anspruch. Im Grampräparat können Bakterien der Art D. pigrum Ähnlichkeit mit Staphylokokken aufweisen, von diesen lassen sie sich aber mittels der Katalasereaktion unterscheiden, denn Dolosigranulum ist Katalase negativ. Mikrobiologisch identifiziert werden kann D. pigrum mittels 16s-rRNA-Sequenzierung oder Massenspektrometrie (MALDI-TOF).

## Bedeutung als Krankheitserreger
Allgemein wird das Vorkommen von Bakterien dieser Art als benigne (gutartig) beschrieben. In seltenen Fällen werden jedoch zum Teil bedrohliche Infektionserkrankungen beschrieben, so wurde Dolosigranulum als unter anderem als möglicher Auslöser nosokomialer Pneumonien (im Krankenhaus erworbener Lungenentzündung), Blutstrominfektionen (Sepsis), Gelenkentzündungen und Keratitiden (Entzündungen der äußeren Haut des Augapfels) genannt.

## Dolosigranulum, Staphylococcus, Streptococcus pneumoniae - Konkurrenzkampf
Dolosigranulum pigrum hat eine gewisse Publizität erreicht, da Bakterien dieser Art das Wachstum von Staphylococcus aureus negativ beeinflussen. Dies ist deshalb ein für die mikrobiologische und humanmedizinische Forschung so interessanter Fakt, da S. aureus zwar einerseits zur normalen Bakterienflora von Haut- und Schleimhäuten gehört und sich dort nicht bemerkbar macht, jedoch anderseits sehr ernste Erkrankungen hervorrufen kann. Hierzu zählen zum Beispiel verschiedene eitrige Entzündungen, aber auch Phlegmone oder Endocarditiden (bestimmte Formen von Herzentzündungen). S. aureus mit Methicillinresistenz (=MRSA) ist ein gefürchtetes, hygienerelevantes Bakterium, das allgemein schwieriger zu therapieren ist als ohne genannte Resistenzen. Darüber hinaus gibt es eine Vielzahl an unterschiedlichen Pathogenitätsfaktoren beziehungsweise genetischen Varianten wie PVL (Panthon-Valentin-Leukozidin), die zum Beispiel Abszessbildung und anderes mehr befördern. D. pigrum wird darum derzeit als potentiell sehr nützliches Bakterium aufgefasst, da das Vorkommen von Dolosigranulum mit der Abwesenheit von S. aureus vergesellschaftet zu sein scheint. Die gleiche Negativbeziehung scheint auch für Streptococcus pneumoniae (Pneumokokken - häufigster Auslöser bakterieller Lungenentzündungen) zu existieren. Der Theorie nach, und experimentelle Hinweise stützen das, konkurrieren alle drei Bakterienarten um ähnliche Nährstoffe, während sie ähnliche Regionen in und auf ihren Wirten besiedeln. D. pigrum, wenn in einem Makroorganismus (Gegenteil von Kleinstlebewesen) vorhanden, hat also entscheidenden Einfluss auf die Zusammensetzung einer lokalen bakteriellen Flora.

## Behandlungsoptionen
Für die ausgesprochen seltenen Fälle von Infektionen mit Dolosigranulum pigrum gelten unter anderem Amoxicillin, Cefotaxim, Clindamycin, Levofloxacin und Meropenem als wirksame Antibiotika. Dies darf jedoch nicht darüber hinwegtäuschen, dass der Auslöser der Infektion nicht im Vorhandensein des Bakteriums liegt, da es normalerweise ein harmloser mithin nützlicher Kommensale im menschlichen Organismus ist. Einerseits sollten auch nützliche Bakterien nicht an Orte verschleppt werden, an denen sie normalerweise nicht zu finden sind (zum Beispiel Gelenke), andererseits ist in der Regel ein Vorschaden zu finden, wenn es zu einer Infektion kommt. So wurde beispielsweise für einen Fall mit einer Dolosigranulum-Pneumonie beschrieben, dass der betreffende Patient in der Kindheit eine Tuberkulose erlitten hatte, ein starker Raucher war und schon lange eine entsprechende Folgeerkrankung (COPD) hatte. Solange ein zugrundeliegendes Problem wie zum Beispiel eine Immunschwäche bestehen bleibt, ist ein theoretisch wirksames Antibiotikum unter Umständen keine wirksame Waffe. Darum sind betroffene Patienten häufig älter als 65 Jahre. Hiermit kontrastiert, dass Dolosigranulum zusammen mit Corynebakterien (die das Wachstum von D. pigrum begünstigen) selbst eine Art Therapeutikum zu sein scheinen. Es konnte für pädiatrische Asthma-Patienten gezeigt werden, dass deren Erkrankung sich dann verschlechterte, wenn Dolosigranulum durch andere Bakterien überwuchert worden war.